# Riksdagshusbranden

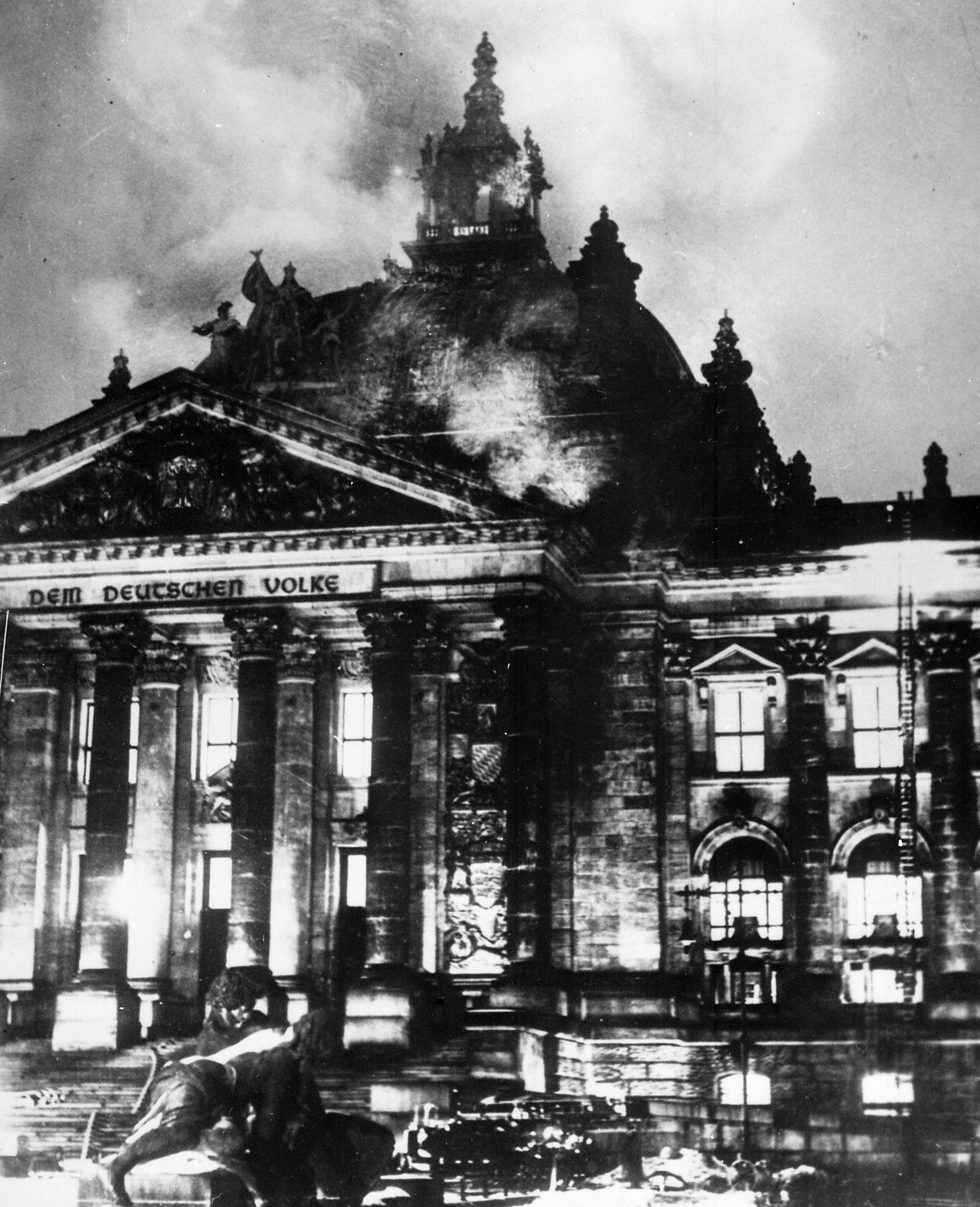
Riksdagshuset i Berlin den 27 februari 1933.

Riksdagshusbranden (tyska: der Reichstagsbrand) kallas den eldsvåda som härjade Riksdagshuset i Berlin den 27 februari 1933 och som anses vara ett avgörande moment i etablerandet av nazisternas styre. Huruvida den huvudanklagade, holländaren Marinus van der Lubbe, verkligen anlade branden eller ej har varit föremål för diskussion men oavsett vilket gav branden en anledning för Hitler att påbörja avvecklingen av den tyska demokratin.

## Händelseförlopp
Ett ögonvittne, Hans-Hinrich Flöter, observerade vid niotiden på kvällen hur fönster krossades och en person rörde sig inne i riksdagshuset. Flöter larmade brandkåren och polisen klockan 21:25. Brandkåren kom dock på grund av isbelagda gator och felkörningar för sent och riksdagshuset förstördes till stora delar, först efter midnatt släcktes elden helt. Samtidigt hade en allt större skara åskådare samlats utanför avspärrningarna.
Vid tiden för branden åt rikskanslern Adolf Hitler middag hos Joseph Goebbels. När Goebbels fick ett telefonsamtal om branden avfärdade han det först som en lögn men när nästa samtal kom meddelade han Hitler. Båda anlände till riksdagshuset just när branden höll på att släckas. På plats mötte de riksdagens talman, Hermann Göring, som öppet beskyllde kommunisterna för branden och sa att en av de ansvariga hade gripits för att ha anlagt den. En holländsk murare, 24-årige Marinus van der Lubbe, tidigare medlem i Nederländernas kommunistiska parti, hittades av polis inuti den brinnande byggnaden och arresterades för anstiftan till mordbrand. van der Lubbe hävdade att han hade utfört dådet ensam men den 28 februari proklamerade flera dagstidningar att Tyskland hade drabbats av en bolsjevikisk revolution.

## Efterspel

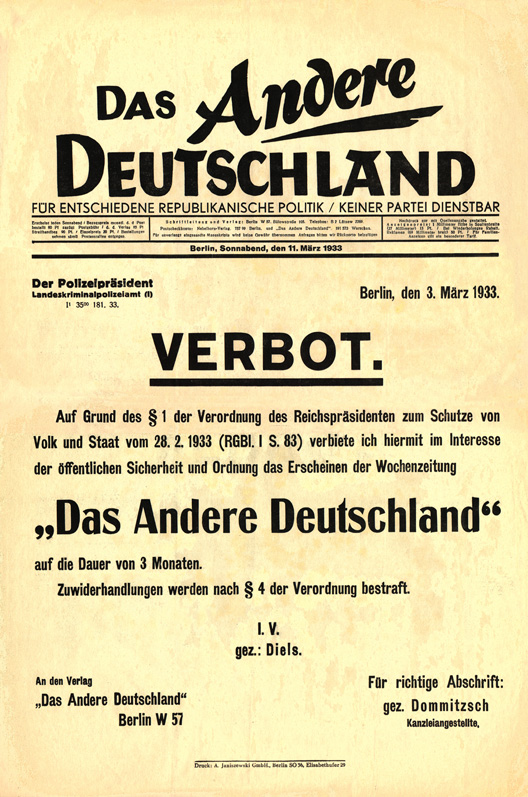
Den pacifistiska tidningen Das Andere Deutschland var en av många tidningar som förbjöds efter riksdagshusbranden.

Den 28 februari, dagen efter branden, krävde Hitler ökade befogenheter för att kunna bekämpa vad han ansåg vara en kommunistisk konspiration anförd av KPD. Samma dag formulerades en lagtext, Riksdagsbrandförordningen, av det preussiska inrikesministeriet under Hermann Göring, som signerades av rikspresident Paul von Hindenburg samma dag. Lagen gav enligt artikel 48 i Weimarkonstitutionen regeringen befogenheter att vidta åtgärder för att skydda allmänheten utan riksdagens godkännande och upphävde de flesta medborgerliga rättigheter på obestämd tid. Rudolf Diels, chef för preussiska hemliga polisen, menade att van der Lubbe var en sinnessjuk ensam gärningsman och gick därmed emot sina överordnade som menade att branden var del av en större komplott. Dagarna efter branden ledde en massiv arresteringsvåg till att runt 4 000 medlemmar i KPD fängslades utan rättegång, inklusive partiledaren Ernst Thälmann. Kommunistisk press förbjöds och samtliga KPD:s riksdagsledamöter sattes i "skyddshäkte".
Branden kom lägligt för nazisterna inför riksdagsvalet den 5 mars 1933. Nazisterna hade genomgående propagerat för en "kamp mot marxismen" och spelat på folks rädslor för en kommunistisk revolution. Nu lyckades NSDAP gå kraftigt framåt och partiet fick 288 mandat (44 procent), jämfört med 196 mandat i föregående val. Redan innan riksdagshusbranden hade polis i samarbete med nazistiska Sturmabteilung (SA) angripit den politiska vänstern, såväl kommunister som socialdemokrater och fackföreningsmedlemmar, på olika sätt men detta intensifierades än mer efter branden. Eftersom Marinus van der Lubbe till synes hade kopplingar till Tysklands socialdemokratiska parti förbjöds socialdemokratiska tidskrifter och valplakat i 14 dagar, alltså till efter valet. Eftersom nazisterna inte uppnådde sitt mål att få egen majoritet i riksdagen ingick de i en koalition med det konservativa Tysknationella folkpartiet för att driva igenom sin politik. Tillsammans samlade de två partierna 52 procent av rösterna. Den 6 mars, dagen efter valet, förbjöds slutligen Tysklands kommunistiska parti. För att kunna nå sitt nästa mål, stiftandet av Fullmaktslagen 1933, behövde Hitler dock två tredjedelars kvalificerad majoritet i kammaren. Detta uppnåddes den 23 mars efter att samtliga kommunistiska ledamöter hade fängslats, en stor del av de socialdemokratiska ledamöterna hotats att frånvara vid omröstningen eller också fängslats och katolska Centerpartiet pressats att rösta för. Det florerade mycket tidigt rykten om att nazisterna själva hade stuckit riksdagshuset i brand för att kunna skylla det hela på sina politiska motståndare, till exempel att SA-ledaren Karl Ernst hade lett en grupp män som antänt riksdagshuset.

### Rättegången efter dådet
Den 21 september ställdes fem personer inför rätta för branden: Marinus van der Lubbe, Ernst Torgler, Georgi Dimitrov, Blagoj Popov och Vasil Tanev. Rättegången hölls i Weimarrepublikens högsta domstol, Riksdomstolen i Leipzig, och uppmärksammades i både tysk och internationell press. Det var allmänt väntat att samtliga åtalade skulle finnas skyldiga på alla punkter; bara en månad efter branden hade regeringen höjt straffet för mordbrand till döden. De makthavande nazisterna styrde förvisso förundersökningen så att den pekade på en kommunistisk konspiration och man hindrade till exempel Georgi Dimitrov från att välja sin egen advokat. Trots det gick rättegången inte alltid som regeringen önskade. Inför den tyska och internationella presskåren hamnade de anklagade, inte minst den retoriskt skicklige Dimitrov, i häftiga politiska debatter i rättegångssalen med Hermann Göring och Joseph Goebbels och bilden av en skenrättegång förstärktes i utländsk media. En del vittnen, som hade hämtats direkt från koncentrationsläger och pressats att vittna mot de åtalade, drog till och med tillbaka sina utsagor.
Trots påtryckningar från den tyska regeringen befanns endast Marinus van der Lubbe skyldig. Han dömdes den 21 december 1933 till döden för högförräderi och mordbrand och halshöggs med giljotin månaden därpå. Övriga fyra åtalade släpptes i brist på bevis. De tre bulgarerna utvisades till Sovjetunionen medan Ernst Torgler istället sattes i skyddshäkte. Trots att rättsprocessen inte var oberoende visade domen på att nazisterna ännu inte hade full kontroll över det tyska domstolsväsendet vilket föranledde inrättandet av Folkdomstolen, en specialdomstol som tydligt stod under nazisternas kontroll.